# گفتگوی محدودسازی جنگ‌افزار راهبردی
گفتگوی محدودسازی جنگ‌افزار راهبردی گفتگوهای دوجانبه‌ای بود که در جریان جنگ سرد میان ایالات متحده و شوروی برقرار شد.

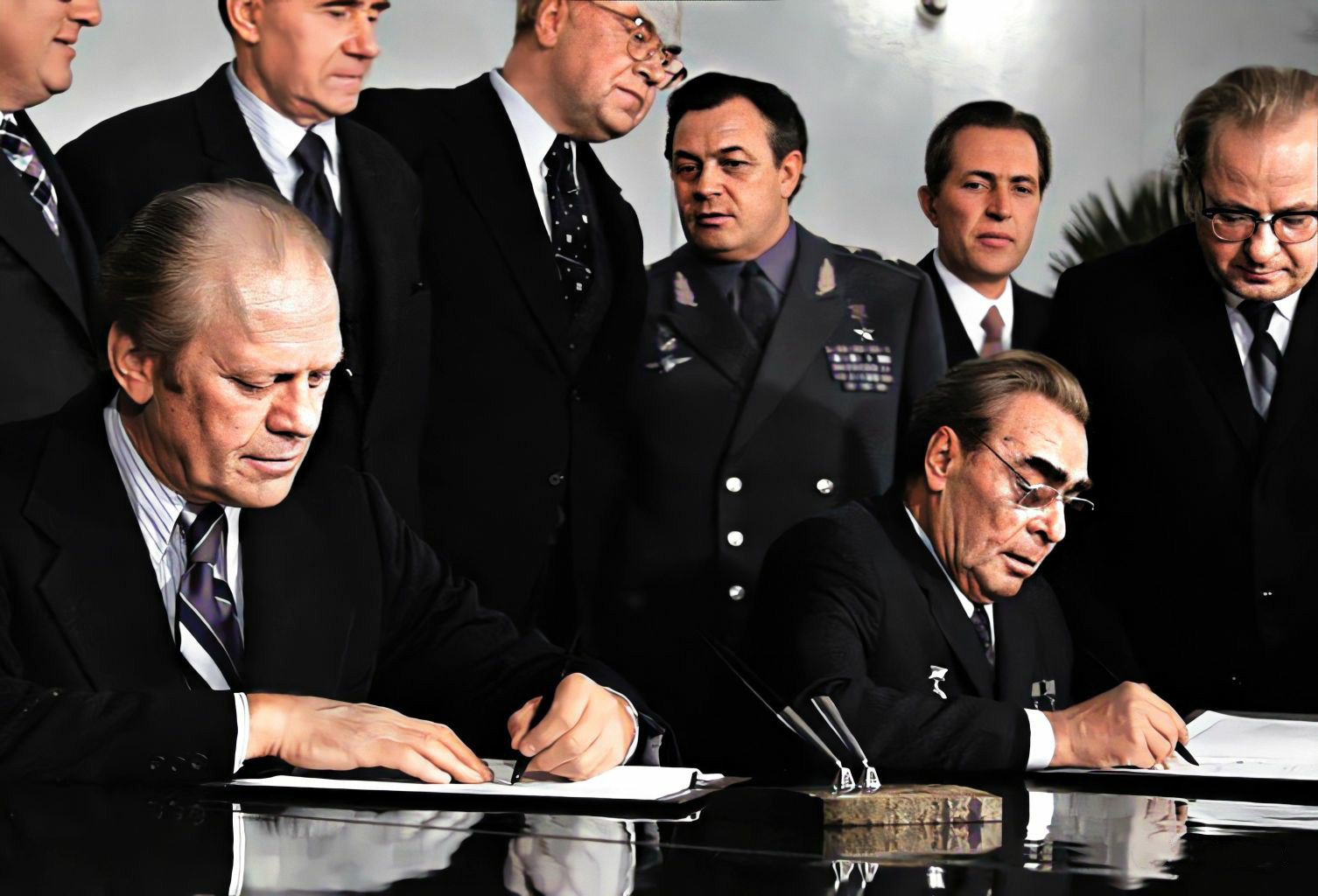
جرالد فورد و لئونید برژنف در حال امضاء بخش‌نامه مشترک پیمان سالت در ولادی‌وستوک، ۲۳ نوامبر ۱۹۷۴.

## سالت ۱
گفتگوی محدودسازی جنگ‌افزار راهبردی، سالت ۱ (Strategic Arms Limitations I) در ۲۶ مه ۱۹۷۲ میان ایالات متحده آمریکا و اتحاد شوروی به امضا رسید. بر اساس این توافقنامه، در برابر پذیرش تعهد متقابل مبنی بر کاهش تولید موشک‌های ضد موشک (ABM) شمار موشک‌های بالستیک اتحاد شوروی حداکثر ۱۶۰۰ موشک و برای آمریکا حداکثر ۱۰۵۴ موشک در نظر گرفته شد.
قرارداد سالت ۱ به امضای لئونید برژنف رهبر اتحاد شوروی و ریچارد نیکسون رئیس جمهور ایالات متحده آمریکا رسید.
قرارداد سالت ۲ در سال ۱۹۷۹ امضا اما هیچگاه اجرا نشد.

## سالت ۲

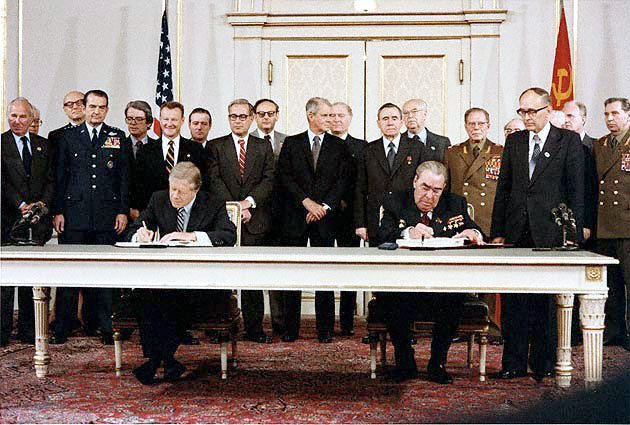
جرالد فورد و لئونید برژنف در حال امضاء بخش‌نامه مشترک پیمان سالت در ولادی‌وستوک، ۲۳ نوامبر ۱۹۷۴(از نمای دیگر).

در ۲۴ ژوئن ۱۹۷۹ گفتگوی جدید محدودسازی جنگ‌افزار راهبردی، سالت ۲ میان ایالات متحده آمریکا و اتحاد شوروی به امضا رسید. این قرارداد را لئونید برژنف رهبر اتحاد شوروی و جیمی کارتر رئیس جمهور ایالات متحده آمریکا در وین امضا کردند.
بر پایه این قرارداد تعداد موشک‌های راهبردی با چند کلاهک دو کشور به ۱۳۲۰ فروند کاهش یافت و اتحاد شوروی متعهد شد ۲۰۰ فروند از این موشک‌ها را نابود کند. آمریکا نیز قول داد آزمایش موشک‌های کروز با برد بیشتر از ۶۰۰ کیلومتر را متوقف کند.
این قرارداد در ادامه قرارداد سالت ۱ بود اما به دلیل مخالفت‌های داخلی در آمریکا و در پی حمله شوروی به افغانستان کنگره ایالات متحده آمریکا از تصویب آن سرباز زد.